# Sitar eléctrico

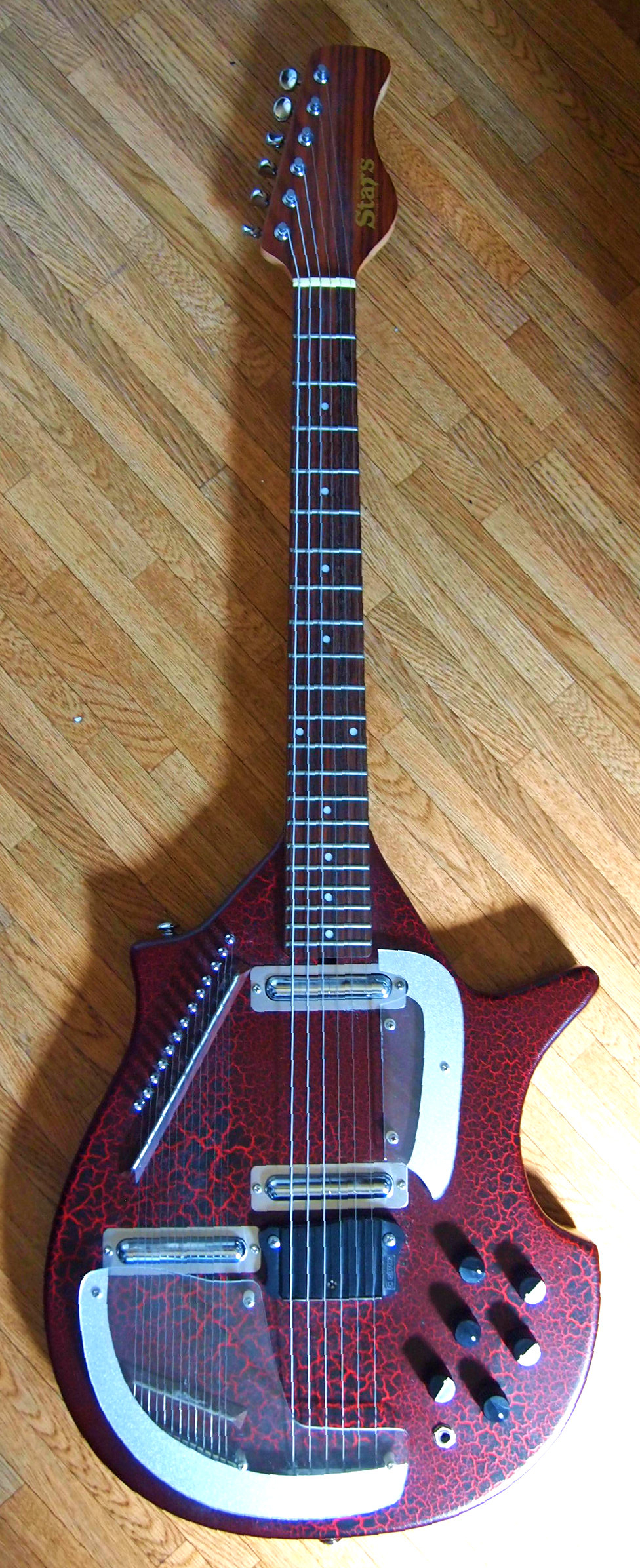
Copia del sitar eléctrico 3S19.

El sitar eléctrico es un tipo de instrumento eléctrico de cuerda diseñado para imitar el sonido del sitar, un instrumento musical tradicional de la India. Según el fabricante y el modelo, estos instrumentos se parecen más o menos al sitar tradicional. La mayoría se parecen a la guitarra eléctrica en el estilo del cuerpo y el clavijero, aunque algunos tienen un cuerpo con forma similar al del sitar.

## Historia
El instrumento fue desarrollado a principios de la década de 1960 por el guitarrista de sesión Vinnie Bell en colaboración con Danelectro, bajo la marca Coral. En aquella época, muchos grupos musicales occidentales empezaron a utilizar el sitar, que en general se considera difícil de aprender. En cambio, con su diapasón y afinación de guitarra estándar, el sitar eléctrico es una disposición de trastes más familiar para que la toque un guitarrista. El tono retorcido del sitar procede de un puente plano cuidadosamente diseñado y contorneado, que añade el zumbido necesario a las cuerdas.

## Configuración
Además de las seis cuerdas principales, la mayoría de los sitares eléctricos tienen cuerdas simpáticas, situadas normalmente en el lado izquierdo del instrumento. Estas cuerdas tienen sus pastillas (las pastillas lipstick se utilizan habitualmente para ambos juegos de cuerdas) y suelen afinarse con una llave de arpa. Un tipo único de puente, llamado buzz bridge, desarrollado por Vinnie Bell, ayuda a dar al instrumento su sonido distintivo. Algunos sitares eléctricos tienen drone en lugar de cuerdas simpáticas. Del mismo modo, algunos modelos específicos como el sitar "Baby", conservan el característico buzz bridge pero carecen de cuerdas simpatéticas o drone.
Las cuerdas simpáticas en la mayoría de los sitares eléctricos no resuenan lo suficientemente fuerte como para igualar el efecto de un sitar acústico. Hay cámaras resonantes en los instrumentos de cuerpo sólido que tienen tapas de masonita. Sin embargo, es insuficiente para despertar las 13 cuerdas en una simpatía genuina. Las cuerdas se tensan sobre dos puentes de palisandro con material de traste con monturas especiales que conforman un sonido que se asemeja en parte al de un autoarpa. 
También se desarrollaron versiones del sitar eléctrico, principalmente en la India. Son de menor tamaño, y se afinan de la misma manera que un sitar acústico. 

## Uso
Como la calidad tonal y la técnica de interpretación difieren significativamente de las del sitar, se suele utilizar en los estilos de rock, jazz y fusión. Entre los primeros sencillos de éxito en los que se utilizó el sitar eléctrico cabe destacar:
- "Siembra el Amor" por Maná
- "Monterey" por The Animals
- "Games People Play" de Joe South
- "Signed, Sealed, Delivered" de Stevie Wonder
- "Hooked on a Feeling" de B. J. Thomas
- "It's a Shame" por The Spinners
- "Cry Like a Baby" por The Box Tops
- "She's a Heartbreaker" de Gene Pitney
- "Green Tambourine" por The Lemon Pipers

Aunque generalmente la introducción del sitar en la música popular se atribuye a George Harrison de The Beatles, no se tiene conocimiento de que haya tocado el sitar eléctrico en alguna grabación.
El estribillo de la grabación de 1979 de "I Have A Dream" de ABBA, utiliza un sitar eléctrico; sin embargo la grabación de la versión para la película Mamma Mia! (2008) se realizó con un buzuki.
Kamran Alan Shikoh guitarrista de Glass Hammer interpretó el sitar eléctrico en canciones de la banda.
En 2010, MGMT lanzó su álbum Congratulations, en las que Andrew VanWyngarden utilizó un sitar eléctrico en varias canciones. 
Buddy Guy, músico de blues, tocó, entre otras otros instrumentos de cuerda, un sitar eléctrico en su gira de 2010.
El álbum de 2014 Black Messiah del cantante estadounidense neo-soul D'Angelo y la banda de acompañamiento, The Vanguard, utilizaron un sitar eléctrico en canciones como "Another Life" y "The Charade".
La canción "Multi-Love" por Unknown Mortal Orchestra en 2015, hace uso del sitar eléctrico.